# Подмукла красница
Подмукла красница (лат. Russula badia Quel) неотровна је гљива.

## Клобук
Од 5—12 cm, благо испупчен, готово раван, у средини јамичасто или тањирасто удубљен. Ивица тупо заобљена, ребраста између 0,5 и 1 центиметар. Кожица у свежем стању набубрела, лепљива и масног сјаја. Често на себи носи прилепљене остатке: иглице, лишће и земљу. Свежа кожа се скида до половице. Загаситоцрвена, смеђецрвена и готово црна, посебно на темену тамнија и црња, често кестењастог тона, понекад и блеђа и тада црвенкастомрљастана меснатој до кожнатој основи.

## Листићи
Бели у нијанси језгра бадема, затим жути, на крају светло окер. Готово силазни, најшири код ивице, 1,2 cm. Ивица светла, али по њој са стране ивице често прелази смеђа или црвена боја. Врло ломљиви.

## Боја
Светло окер.

## Стручак
Од 5-10/1,5-3,5 центиметар, ваљкаст, трбушасто или батинастозадебљан, одозго заобљен или мало ушиљен. Површина прво замагљена, па блистава, уздужно ребраста, посебно на врху. Бела, али у доњој половини већином смеђе или карминружичасте нијансе. Кора дебела и тврда, језгра мекша. касније спужвасто-шупљикава.

## Месо
Тврдо или круто, сухо и бело. Укус у први мах благ, али након минут-два паклено љут. Љутина држи дуго после пробања. Мирис згњечених листића слаб или, у доњем делу стручка, поготово ако је начет од црва, осећа се помало на боровину.

## Хемијске реакције
Nа  у месу светлије меснатољубичасте, по листовима као мрква црвенкаста. Nа  по површини стручка лимунжута, у месу бледоокер. Nа SV кожица постаје светлија и блиставија, површина стручка раздвојено роза, а месо, и у клубукуи у стручку карминоцрвене боје.

## Микроскопија
Споре округле, 8-10/7,5-10 ми, са шиљатим, не густим брадавицама, изолованим, или делимично ребрима повезаним. Базидији 38-56/7,5-10,5 ми. Cyside 60-80/9-13 ми, са штапићастим или гроздастим привесцима, односно ексудатом.

## Станиште
У нас прилично ретка красница, чешће крај храстова и питомих кестена него крај борова. Више се налази у медитеранским него у континенталним подручијима.

## Доба
VI, VII, IX, X.

## Јестивост
Нејестива због неподношљиве љутине.

## Сличне врсте
Иако је ретка, овде је приказана како би се осигурали од опекотина у устима. Кад се наиђе на тамноцрвену красницу, пре него што се одлучимо за пробу, треба јој размрвити и помирисати дно стручка. Уколико имало подсећа на четинарско дрво, ни у ком случају загристи или проверавати укус у устима. Најсличнија јој је јестива, пролазно љута црнопурпурна красница Russula vesca, али сивке имају беље листиће и отрусину, а немају никаквог мириса.

## Извор
- Ključ za gljive; Ivan Focht; ITRO "Naprijed"; Zagreb 1986.